# Chatkhil
Chatkhil è un sottodistretto (upazila) del Bangladesh situato nel distretto di Noakhali, divisione di Chittagong. Si estende su una superficie di 133,89 km² e conta una popolazione di 233.075 abitanti (dato censimento 1991).